# Chlor hóa nước

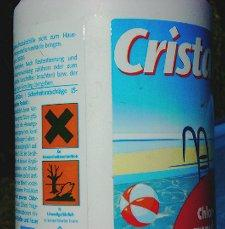
Chất để thêm chlor vào nước hồ bơi

Chlor hóa nước (tiếng Anh: Water chlorination) là sự pha trộn của nước với chlor hoặc các hợp chất chlor để khử trùng nước uống, nước dùng và nước thải, xử lý nước trong bể bơi, phòng chống nấm mốc hoặc để tẩy trắng.Thêm chlor vào nước cũng là một quá trình để hoàn thiện dệt may và ở Mỹ một quá trình khử trùng cho gà sau giết mổ.

## Hóa học
Khi chlor được đưa vào trong nước, sự cân bằng của chlor, acid hypochlorơ và acid hydrochloric được hình thành trong sự lệ thuộc vào độ pH:
{\displaystyle \mathrm {Cl_{2}+H_{2}O\to \ HCl+HClO} }
Tùy thuộc vào độ pH, acid hypochlorơ phân tách một phần thành các ion oxoni và hypochlorit:
{\displaystyle \mathrm {HClO+H_{2}O\to \ H_{3}O^{+}+ClO^{-}} }
Trong dung dịch acid, các thành phần quan trọng nhất là Cl2 và HCl, chủ yếu có trong dung dịch kiềm chlor−, ngoài nồng độ rất nhỏ chlor2-, chlor3-, chlor4-.

## Ứng dụng

### Xử lý nước
Việc chlor hóa nước uống được sử dụng trong việc xử lý nước để khử trùng, chlor được thêm vào dưới dạng khí chlor, chlor dioxide hoặc natri hypochlorit. Việc khử trùng theo cách phòng ngừa của nước uống, cái gọi là "chloride bảo vệ", đã không được phép ở Đức kể từ khi sửa đổi Pháp lệnh về nước uống ngày 1/1/1991. Các biện pháp thay thế đối với việc khử trùng bể bơi hoặc nước uống là việc ozon hóa và sử dụng tia UV. Tại Đức, các quy định phòng ngừa tai nạn rộng rãi được áp dụng cho việc chlor hoá nước.

### Hoàn thiện ngành dệt
Chlor hóa là phương pháp lâu đời nhất để xử lý các mẩu vụn (thiết bị dệt) bằng len do tác dụng của các dung dịch có chứa chlor hoặc acid hypochlorit.

### Khử trùng gà trong lò mổ
Các cơ sở giết mổ tại Hoa Kỳ dùng chlor hóa nước để khử trùng gà mổ. Quy trình này không được cho phép ở Liên minh Châu Âu (2014).